# La Fille de la Madelon
Pour plus de détails, voir Fiche technique et Distribution.
La Fille de la Madelon est un film français réalisé par Jean Mugeli et Georges Pallu et sorti en 1937.
Le titre fait référence à La Madelon de la guerre de 1914-1918.

## Synopsis
La veuve d'un soldat de la guerre 1914-1918, tenant une auberge appelée « Au rendez-vous des anciens combattants », est heureuse de voir sa fille amoureuse d'un officier dont le père était autrefois épris de La Madelon.

## Fiche technique
- Réalisation : Jean Mugeli et Georges Pallu
- Scénario : Étienne Arnaud, André Heuzé
- Adaptation : Francis Didelot
- Production :  Films de Koster
- Image : Hugo S. Delattre
- Musique : Jane Bos, Louis Bousquet, Marius-François Gaillard
- Durée : 88 minutes
- Date de sortie : 
  - France : 13 octobre 1937

## Distribution
(par ordre alphabétique)
- Raymond Aimos : Mochu
- Bazin
- Mady Berry
- Camille Bert
- Pauline Carton : La marquise de Sérignan
- D'Ary-Brissac
- Jean Dax : Le général de Cassagnes
- Henri Garat : René
- Robert Goupil : Le vicomte de la Goupillère
- Claire Gérard
- Gustave Hamilton
- Jeanne Helbling : Monique
- Adrien Lamy
- Olga Lord
- André Marchal : Jef
- Georges Prieur
- Hélène Robert : Mado
- Molly Robert
- Sinoël
- Ninon Vallin : La Madelon